# Marthe Simard
Pour les articles homonymes, voir Simard.
Marthe Simard, née Marthe Marie Amélie Angèle Caillaud le 6 avril 1901 à Bordj Menaïel (Algérie) et morte Marthe Simard-Reid le 28 mars 1993 à Québec (Canada), est une femme politique franco-canadienne.
Fondatrice en décembre 1940 du Comité France libre de Québec, elle est la première femme française à avoir siégé dans une assemblée parlementaire.

## Biographie

### Famille
Marthe Simard, née Marthe Caillaud, est fille d'un avocat qui devient magistrat. Par sa mère Emma Paoli, elle est originaire de Corse. Sa naissance représente la quatrième generation de sa famille en Algérie.
Elle épouse en premières noces Socrate Bastenti, qui meurt précocement, la laissant seule avec leur fille. Elle retourne vivre chez ses parents, désormais installés à Douai.
En juillet 1932, elle part vivre au Québec où elle suit son nouveau mari, le docteur canadien André Simard, petit-fils de l’ancien premier ministre du Québec Félix-Gabriel Marchand. Elle prend alors la nationalité canadienne, mais ne reste pas indifférente aux événements qui se déroulent en Europe, notamment en France. Marthe Simard organise dès 1939, depuis le Québec, une aide matérielle en médicaments et en vivres pour les familles de militaires français.

### Son action
L'appel londonien du général de Gaulle le 18 juin 1940, sonne pour elle comme le signe de la nécessaire mobilisation, outre-Atlantique, de tous les moyens pour servir la cause de la France libre. Depuis les studios de la BBC, le général sollicite le soutien et le secours des Canadiens français. Marthe Simard expose au Canada l'action de la France libre et celle du général de Gaulle, qui ne bénéficie pas toujours d'une bonne image auprès des dirigeants canadiens ou américains.
Marthe Simard crée des Comités de la France libre et s'exprime sur Radio Canada pour faire entendre sa voix. Le 23 juin 1942, de Gaulle promet que « une fois l'ennemi chassé du territoire, tous les hommes et toutes les femmes de chez nous éliront l'Assemblée nationale qui décidera souverainement des destinées du pays ». Aidée par son époux et d'autres personnalités, elle œuvre pour que le Canada contribue à l'effort de guerre et participe à la libération de la France : le 9 novembre 1942, le gouvernement canadien rompt ses relations avec celui de Vichy.
En attendant la Libération et la mise en forme juridique de cet engagement, la France libre se dote d'une représentation nationale provisoire. L'ordonnance du 17 septembre 1943, à Alger, donne naissance à l'Assemblée consultative provisoire. Ses membres ne sont pas tous élus mais choisis. Parmi eux, pour la première fois, siège une femme : Marthe Simard, nommée le 20 octobre 1943, après avoir été désignée par les représentants des mouvements de la Résistance extérieure pour y représenter le Canada.
Le 15 mai 1944, elle s'exprime pour la première fois à l'Assemblée d'Alger « Nous, Français, qui vivons au Canada (...), nous avons été l'expression de la fidélité française à nos alliés, dans un pays qui nous était doublement cher, par des alliances du cœur ... ».
En novembre 1944, l'Assemblée quitte Alger pour Paris, elle s'installe au palais du Luxembourg, Marthe Simard est alors l'une des dix femmes parlementaires aux côtés notamment de Lucie Aubrac, Gilberte Brossolette, Marie-Hélène Lefaucheux, Mathilde Péri, Andrée Viénot, Madeleine Braun, qui deviendra en 1946 la première femme vice-présidente de l'Assemblée nationale.

### Prise de position féministe
Signée à Alger le 21 avril 1944, une ordonnance du gouvernement provisoire présidé par le général de Gaulle reconnaît aux femmes la qualité de citoyennes, c'est-à-dire le droit de vote « dans les mêmes conditions que les hommes », et la possibilité d'être élues. Marthe Simard n'est pas encore à Alger quand cette décision est prise. Dès son arrivée, elle déclare le 23 avril 1944, aux Dernières Nouvelles d'Alger, qu'elle se fera la porte-parole des espoirs féministes. Elle approuve la décision du général de donner le droit de vote aux femmes « Il est anormal que la femme française, qui est depuis longtemps intellectuellement (voyez les concours des universités !) et moralement l'égale de l'homme, soit restée la seule à ne pas prendre part aux délibérations politiques ».

## Décorations
- Chevalier de la Légion d'honneur. Sur proposition d'André Malraux, elle est nommée chevalier dans l'ordre de la Légion d'honneur dès la première promotion de la Libération, la promotion « Victoire » du 3 mai 1946. Elle lui sera remise quelques jours plus tard au consulat de France du Québec.
- Médaille de la Résistance française (décret du 31 mai 1943)[7]
- Médaille commémorative des services volontaires dans la France libre[7]

## Odonymie
Il existe à Paris une place Marthe-Simard depuis 2011 et une rue Marthe-Simard à Rennes depuis 2015.

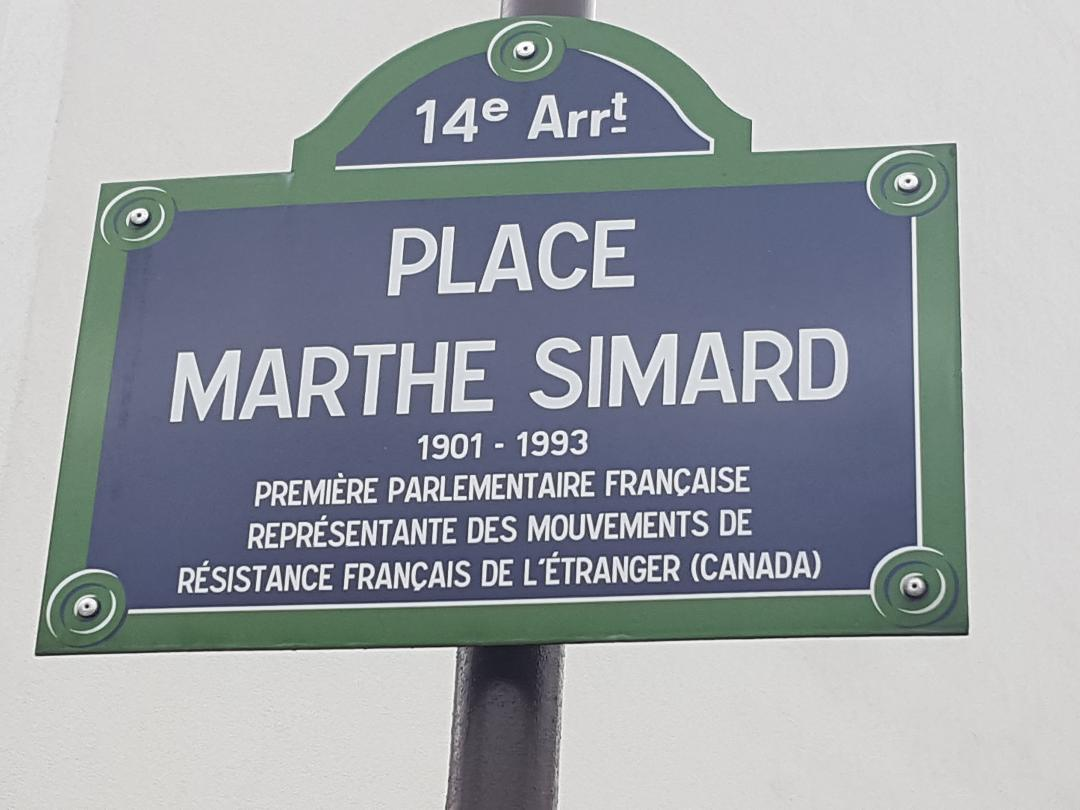
Plaque de la place Marthe-Simard à Paris.

## Hommages
- Une plaque « Ici vécut » de la ville de Québec est présente au 59, rue d'Auteuil, en son honneur, pour indiquer son ancien lieu de résidence[8].

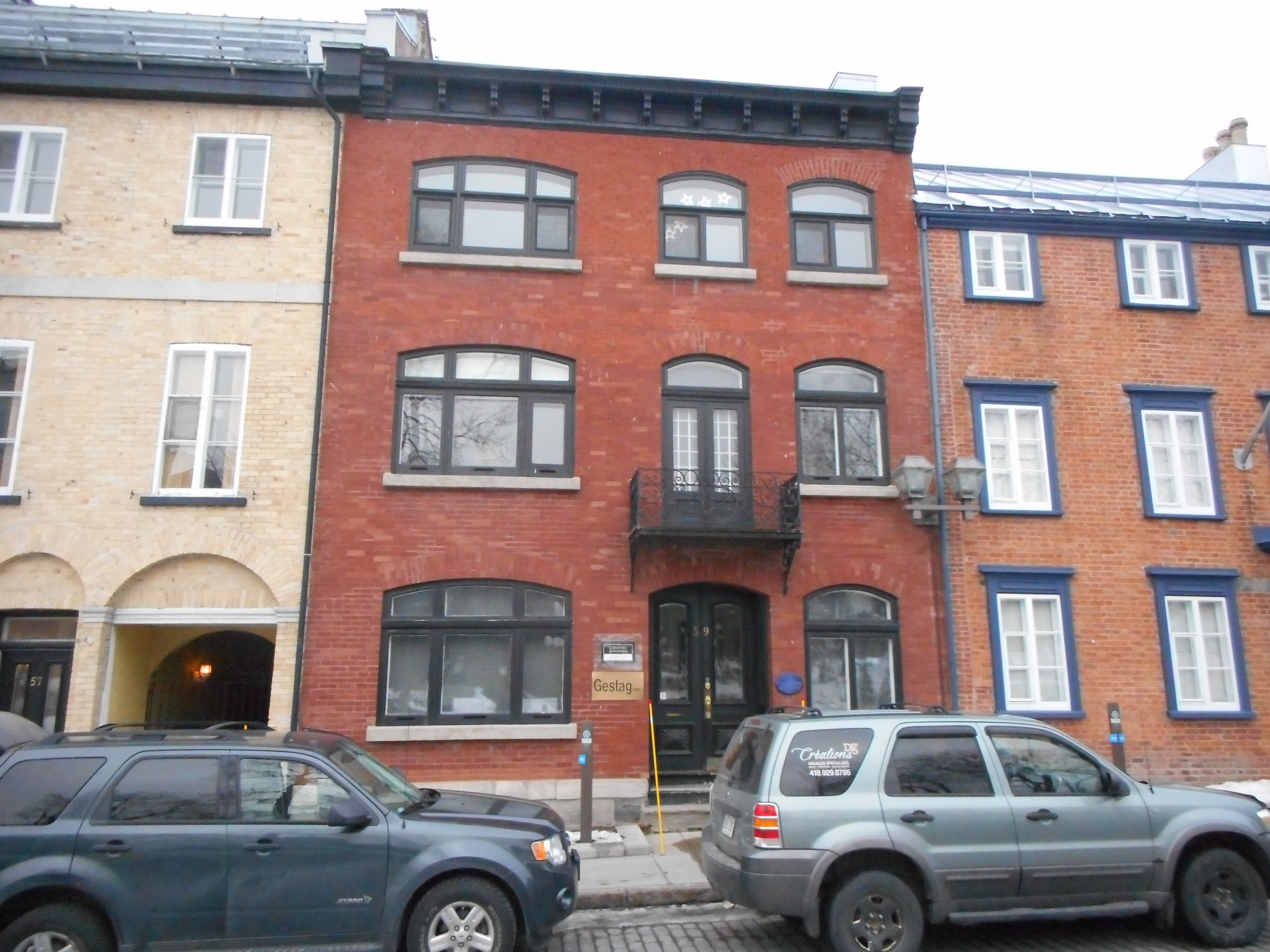
59, rue D'Auteuil, Québec.

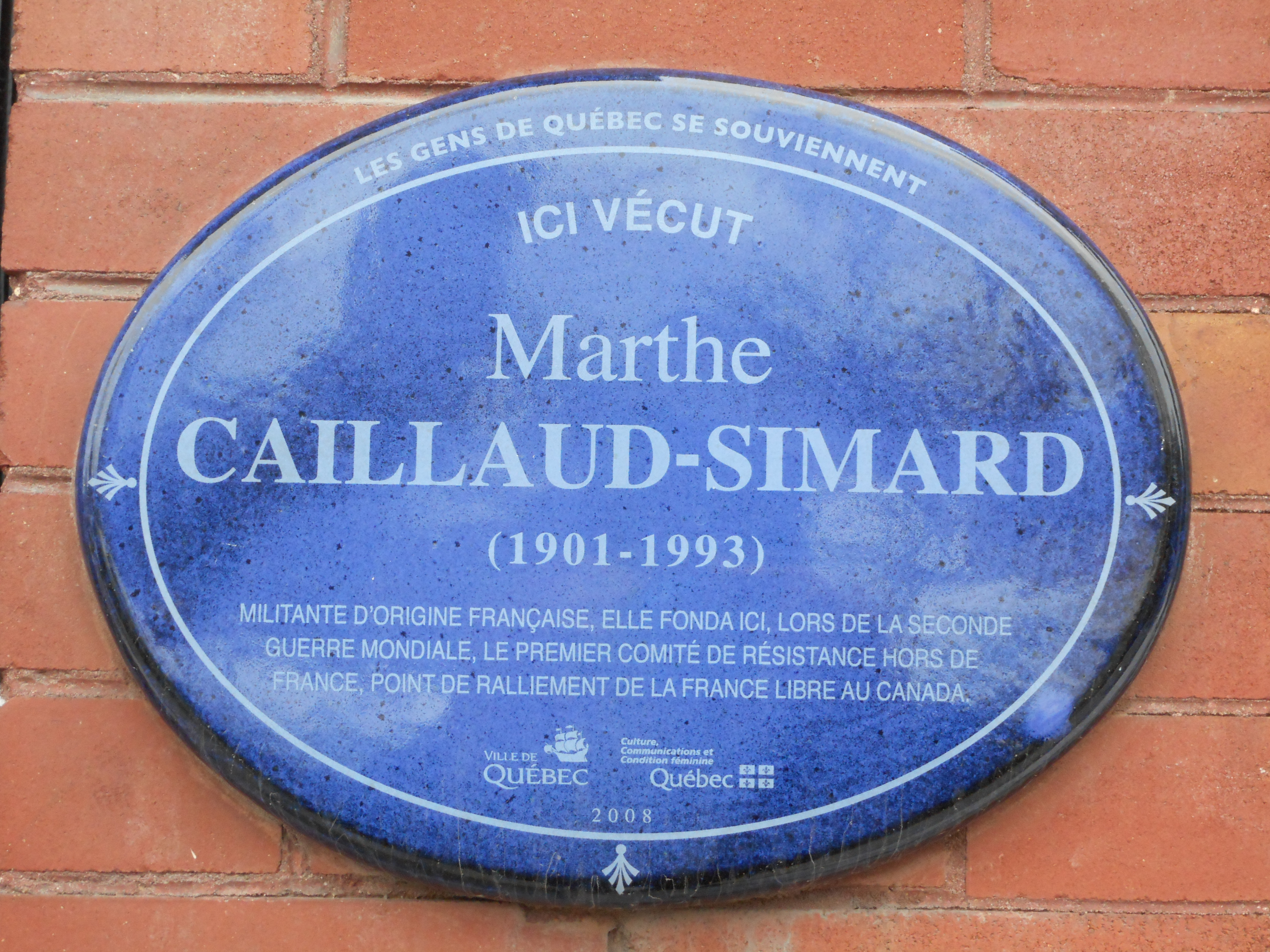
Plaque apposée à la maison.